# Kompisligan
Kompisligan är en fotbollsserie i Sverige för barn & ungdomar. Organisationen innefattar 22 distriktsförbund, tiotusentals lag, och över 300 000 spelare mellan 6 och 19 år.
Kompisligan har som mål att få fler barn att börja spela fotboll, få fler ungdomar att hålla på med sporten längre upp i åldrarna, förbättra attityder och beteenden hos spelare, ledare och föräldrar, och få fler att engagera sig i barn- och ungdomsfotbollen.

## Medverkande distrikt
| - Blekinge Fotbollförbund - Bohusläns Fotbollförbund - Dalslands Fotbollförbund - Gestriklands Fotbollförbund - Gotlands Fotbollförbund - Göteborgs Fotbollförbund - Hallands Fotbollförbund - Hälsinglands Fotbollförbund - Jämtland-Härjedalens Fotbollförbund - Medelpads Fotbollförbund - Norrbottens Fotbollförbund | - Skånes Fotbollförbund - Smålands Fotbollförbund - Södermanlands Fotbollförbund - Upplands Fotbollförbund - Värmlands Fotbollförbund - Västergötlands Fotbollförbund - Västmanlands Fotbollförbund - Ångermanlands Fotbollförbund - Örebro Läns Fotbollförbund - Östergötlands Fotbollförbund |